# Nova Itarana
Nova Itarana là một đô thị thuộc bang Bahia, Brasil. Đô thị này có diện tích 456,256 km², dân số năm 2007 là 6560 người, mật độ 14,4 người/km².